# Oleg Salyukov
‎Oleg Leonidovich Salyukov‎‎ ‎‎(em russo:Олег Леонидович Салюков; 21‎‎ de maio de 1955, Saratov) é um ‎‎General do Exército e é secretário adjunto do Conselho de Segurança da Rússia desde 2025. Foi ainda ‎‎comandante-em-chefe‎‎ das ‎‎Forças Terrestres Russas de 2014 a 2025.‎‎ Também serviu como vice-comandante das forças russas que travam lutam na Ucrânia. Devido à invasão da Ucrânia pela Rússia, Salyukov está sob sanções da União Europeia, Reino Unido, Canadá e vários outros países.

## Biografia
Oleg Salyukov nasceu em 21 de maio de 1955 na cidade de Saratov, em uma família de militares. Seu pai, Leonid Ivanovich Salyukov (1920–2006), foi um veterano da Grande Guerra Patriótica, servindo como tanquista e alcançando a patente de Major-General.
Ele cresceu em Penza e, em 1972, concluiu seus estudos na Escola Secundária nº 6 de Penza, onde algumas disciplinas eram ministradas em inglês.
Em 1977, formou-se com medalha de ouro na Escola Superior de Comando de Tanques da Guarda de Ulyanovsk V. I. Lênin.
Em 1985, graduou-se com distinção na Academia Militar de Forças Blindadas de Malinovsky.
Em 1996, concluiu seus estudos na Academia Militar do Estado-Maior Geral das Forças Armadas da Federação Russa.
Ele serviu como comandante de pelotão, comandante de companhia, chefe de estado-maior e comandante de batalhão no Distrito Militar de Kiev (1977–1982). Posteriormente, atuou como vice-comandante de um regimento de treinamento de tanques (unidade militar 47866, Kovrov), comandante de um regimento de tanques e vice-comandante da 4.ª Divisão de Tanques de Guardas Iúri Andropov, no Distrito Militar de Moscou. Entre 1997 e 1998, comandou a 121.ª Divisão de Infantaria Motorizada e, de 1998 a 2000, foi comandante da 81.ª Divisão de Infantaria Motorizada de Guardas. Em seguida, assumiu os cargos de chefe de estado-maior e comandante do 35.º Exército de Armas Combinadas do Distrito Militar do Extremo Oriente (2000 – outubro de 2003). No mesmo distrito, foi vice-comandante das tropas (outubro de 2003 – 12 de abril de 2005), chefe de estado-maior (12 de abril de 2005 – 31 de dezembro de 2008) e, finalmente, comandante das tropas (31 de dezembro de 2008 – 10 de dezembro de 2010).
As patentes de major e coronel foram concedidos antecipadamente. Em 12 de junho de 2006, foi promovido ao posto de coronel-general.
Em 10 de dezembro de 2010, por decreto do presidente da Rússia, Dmitri Medvedev, foi nomeado vice-chefe do Estado-Maior Geral das Forças Armadas da Federação Russa.
Em 2 de maio de 2014, por decreto do presidente Vladimir Putin (nº 291), foi nomeado Comandante-em-Chefe das Forças Terrestres da Federação Russa. No dia 6 de maio de 2014, recebeu o estandarte oficial do cargo. Paralelamente, também atua como chefe do guarnição territorial de Moscou.
Participou de operações de combate e comandou os desfiles militares do Dia da Vitória na Praça Vermelha, em Moscou, de 2014 a 2025.
Em 22 de fevereiro de 2019, foi promovido ao posto de general do exército, tornando-se o 65º oficial na história da Rússia moderna a receber essa patente.
Ele é casado e tem um filho. 

## Sanções
Em 23 de fevereiro de 2022, durante a invasão russa da Ucrânia, foi incluído na lista de sanções da União Europeia. De acordo com a justificativa, ele era responsável pelas operações terrestres russas na Ucrânia, sendo, portanto, considerado responsável por apoiar e implementar ações e políticas que comprometem e ameaçam a integridade territorial, a soberania e a independência da Ucrânia, além de sua estabilidade e segurança.
Posteriormente, também foi sancionado pelo Reino Unido, Canadá, Suíça, Austrália, Japão, Ucrânia e Nova Zelândia.